# Stazione di Essen Centrale
La stazione di Essen Centrale (in tedesco Essen Hbf) è la principale stazione ferroviaria della città tedesca di Essen.

## Storia
Nel 1952 si iniziarono i lavori per un nuovo fabbricato viaggiatori, in sostituzione di quello precedente distrutto durante la guerra. Il nuovo edificio, progettato da Werner Tschiesche, venne compiuto nel 1965; ulteriori lavori ai fabbricati minori si protrassero fino al 1976.

## Movimento

### Trasporto regionale e S-Bahn
La stazione è servita dalle linee RegioExpress RE 1, RE 2, RE 6, RE 11, RE 14, RE 16 e RE 42, dalla linea regionale RB 40 e dalle linee S 1, S 2, S 3, S 6 e S 9 della S-Bahn.

### Esplicative
1. ↑  abbreviazione di Essen Hauptbahnhof, letteralmente "Essen stazione principale"

### Bibliografiche
1. ↑  Schack (2004), p. 55.
2. ↑  Schack (2004), p. 144.
3. ↑   Schnellverkehrsplan VRR (PDF), su vrr.de. URL consultato il 4 maggio 2019 (archiviato dall'url originale il 15 dicembre 2017).